# Amazonas, o maior rio do mundo
Amazonas, o maior rio do mundo è un docu-film muto brasiliano, prodotto nel 1918 da Silvino Santos. In stile bianco e nero, mostra la vita nella foresta amazzonica. Completato nel 1920, è celebre per essere una delle prime riprese cinematografiche sul Rio delle Amazzoni. Fu considerato perduto nel 1931 e riscoperto fortunosamente solo nel 2023, nell'archivio nazionale ceco.
Silvino Santos produsse l'opera tramite l'utilizzo di sofisticate tecniche di cinepresa, nel corso di oltre tre anni, tanto da essere definito da Le Monde e dal The Guardian come il caposaldo del cinema muto brasiliano.

## Trama
Amazonas, o maior rio do mundo ritrae la vita nella foresta pluviale amazzonica lungo il Rio delle Amazzoni, il fiume più grande del mondo. Documenta la ricchezza della flora e della fauna amazzoniche così come la vita quotidiana e i rituali delle popolazioni indigene nelle regioni attraversate dal grande fiume.
Il film descrive in dettaglio il potenziale economico delle pratiche di sfruttamento delle élite locali e i processi della trasformazione come l'estrazione del lattice, la caccia ai lamantini, la pesca, la raccolta e la lavorazione delle noci del Brasile, della canna da zucchero, del cacao e del cotone, insieme all'allevamento di bovini e all'industria del legname. Il film presenta animali esotici che si trovano nella regione come caimani, giaguari, granchi, tartarughe, uccelli e farfalle. I popoli indigeni, come i Parintintin, sono rappresentati attraverso documentazioni ancestrali, usanze e rituali: iscrizioni e disegni rupestri, l'uso della manioca come alimento base, l'artigianato con zucche e la fabbricazione di amache e la celebrazione delle donne all'interno di queste comunità.